# ヒューマンエラー
ヒューマンエラー（英: human error）とは、人為的過誤や失敗（ミス）のこと。 JIS Z8115:2000では、「意図しない結果を生じる人間の行為」と規定する。

## 概要
ジェームズ・リーズンはヒューマンエラーを「計画された一連の精神的または身体的活動が、意図した結果に至らなかったものであり、これらの失敗には、他の偶発的事象の介在が原因となるものを除く」と定義している。ヒューマンエラーとは、人間と機械やシステムとの関係の中で、機械側ではなく人間側のエラーをクローズアップしたものである。
直接的には、設備・機械の操作や乗り物の操縦において、不本意な結果（事故や災害など）を生み出しうる行為や、不本意な結果を防ぐことに失敗することである。その場合、「人災」と呼ばれることもある。安全工学や人間工学においては、事故原因となる作業員や操縦者の故意・過失を指している。
最近では、直接の操作者・操縦者はもちろんのこと、チーム全体、そして管理職の意識も含めてヒューマンエラー防止の対象と考えるようになってきた。
なお、機械設計者・製作者の過誤（ミス）は、通常ヒューマンエラーに含まないが、これらも、ヒューマンエラーを引き起こす原因にはなりうる。
ヒューマンエラーは様々な職種において、経験を重ねたベテランやルーチンワークでも起こりえる事である。経験で学んだ事により、スムーズに業務を全うする為に、業務に支障をきたさない範囲での基本的な確認・操作を省略し、積み重ねてきた事により「問題ない」という自己確信 (思い込み) が生じる。そのような状態下で、確認・操作を怠ったまま業務を進行させると、非常時に結びついた場合、重大な問題・被害に発展する可能性がある。

## 原理
ドナルド・ノーマンは、ヒューマンエラーとなる一連の行動を「計画（意図の形成）の段階」と「実行の段階」の2つに分け、計画段階の間違いをミステイク (mistake)、実行段階の間違いをスリップ (slip) と呼んだ。ミステイクはルールに従って実行しても発生する、計画自体に原因があるエラーであり、スリップはボタンの押し間違いなど「うっかりミス」と呼ばれるもので、実施者の注意減少・混乱が原因とされる。
ノーマンは、人間はある意図を形成させると脳内に知識や経験によって準備的なスキーマを形成するが、作業には関係無いが部分的に共通する周辺スキーマも同時に活性化してしまい、注意力が減少した時に何かのきっかけで本来のスキーマではなく周辺スキーマに飛びついてしまうという、ATS(Activation Trigger-Schema)モデルを提唱した。他にノーマンは、意図した内容の保持に失敗する（例：何をしていたのか忘れた）など、記憶に関するエラーをラプス (laps)、雑な扱いによるエラーをハンブル (humble) と呼んだ。
リーズンは、事故につながりうる不安全行動を意図的なものと意図しないものに分け、スリップとラプスを意図しないもの、ミステイクと違反行為を意図したものに配置し、ヒューマンエラーと、ルールから逸脱すると知りながら敢えて行われる違反行為の関係を整理した。

## 対策(第1世代)
注意 「第1世代」の節は出典がなく自己研究の可能性もある。
対策とは言え、人間である以上必ず失敗 (エラー) は起こりうる、人間に任せる完璧な対応策はないといった観点に基づいた対策を講じる必要がある。

### 予防策
予防策としては下記のものなどがある。啓発や注意喚起するもの、注意力や意識が散漫になることを防ぐもののほか、「人間は間違える」ことを前提とした対策が考案されてきた。
- 危険予知トレーニング (KYT)
- 指差喚呼
- メモやチェックリストによる記憶エラー対策
- 疲労を起させないための勤務時間管理、適度な休息
- ガム・コーヒーなど眠気覚ましになるものを喫食する。
- ダブルチェック
  - 絶対にミスが許されない重要な業務については、1人の人間に任せるのではなく、必ず、2人以上の人間を配置し、二次チェックあるいは三次チェックといった厳重なチェック体制を設けている場合がある。

また、航空事故では乗員の連携ミスによる事故や、機長と副操縦士・航空機関士との人間関係に起因する事故 (副操縦士や航空機関士が、上職者である機長に遠慮してしまい、機長の誤りを指摘しないまま事故になってしまったケースなど) が多く起きたことから、航空業界ではクルー・リソース・マネジメント (Crew resource management; CRM) と呼ばれる、緊急時の乗員の役割分担や連携に関する考え方を導入し、乗員の教育を行なっている。

### 対応策
主に物理的なものや機械的バックアップによるものとなる。
- 安全距離 (保安距離)
- 安全装置
- フェイルセーフシステムの構築
- 交通 - 転落防止柵、ガードレール、ホームドア
  - 鉄道 - 自動列車停止装置、ATP (鉄道)、自動列車制御装置、デッドマン装置など
  - 航空 - 対地接近警報装置、空中衝突防止装置、航空機衝突防止装置など
  - 自動車 - クラッチスタートシステムなど

## 対策(第2世代)
2000年頃から認知システム工学が発展し対策も変化している。(参考:人間信頼性アセスメント)
簡単に言うと、第1世代は主に個人が努力する方法だが、第2世代は主に心理学に基づき環境などシステム全体でエラーを起こさせにくくする方法やスイスチーズモデルによる方法である。(参考:人間工学#医療分野)
なお、第1世代と同じ対策となることもある。

### 手法
スイスチーズモデルを基本とし、要因を分類しそれぞれに対応する防止策を多重化した対策をする。
設備や環境などによるエラーも考慮する(参照:人間信頼性#人の一般的な失敗要因)。
なお、各分類方法によるレベルの内容は異なる。
- HFACS

1. 安全でない行為
2. 安全でない行為の前提条件
3. 安全でない監督
4. 組織の影響

- SHELLモデル

1. Software （マニュアル、作業標準など）
2. Hardware （設備、装置、機械など）
3. Environment （作業環境）
4. Liveware （当事者）
5. Liveware （関係者）

- 4M (安全工学)

1. Man (本人及び本人以外の直接関与した人のヒューマンファクタに関与する要因)
2. Machine (設備、機械等のハード的な因子が関与した要因)
3. Media (作業環境、マニュアル、作業情報といった、主としてmanとmachineの媒体となるものが関与した要因)
4. Management (管理システム、方法が関与した要因)

## 過去にあったヒューマンエラーの例
日本国内だけでも、過去には様々なヒューマンエラーがあったのだが、ここでは、航空機と鉄道で起きた2つの事例を取り上げる。

### 日本航空機駿河湾上空ニアミス事故
日本航空機駿河湾上空ニアミス事故は、2001年1月31日に駿河湾上空で発生した、日本航空の旅客機同士によるニアミス事故である。
本事故は複合的な要因で発生しているが、東京航空交通管制部の訓練中の航空管制官（X）が便名を取り違えて不適切な管制指示を出したこと、および、Xの実地訓練監督者であった航空管制官（Y）がかかる間違いに適切に対処しなかったことが本事故の発端となっており、主たる原因といえる。

### JR九州管内での信号無視
2007年 (平成19年) 3月26日 (月) にJR九州指宿枕崎線の下り普通列車2両編成ワンマン車枕崎行き (鹿児島中央駅16:55発～枕崎駅19:26着) において起こった。
18時52分頃、指宿枕崎線の 「西頴娃 (にしえい) 駅」構内で下り普通列車が停止信号であるにもかかわらず、運転士のミスでそのまま進入してしまった。幸い、ATS (自動列車停止装置) が作動し、列車が緊急停止したが、もし、ATSが設置されていなければ大事故に至る恐れがあったという。

### 日本国外での事例
- スリーマイル島原子力発電所事故 ... 非常用炉心冷却装置 (ECCS) を手動で停止した。
- チェルノブイリ原子力発電所事故 ... 実験中に故意に安全装置を解除し、緊急停止ボタンAZ-5を無許可で押した[4]。
- ラック・メガンティック鉄道事故 ... 貨物列車の自動ブレーキ解除を消防士が見落としたことに加え、ハンドブレーキを26両以上かけるのを運転士が忘れ、勾配があったため停車位置から暴走して脱線した。